# Air Italica
Air Italica era una compañía aérea con sede en Pescara. Operaba servicios de pasajeros desde Pescara a destinos diversos: Bérgamo (Orio al Serio), Venecia, Olbia, Spalato y Milán Malpensa. Su base principal era el Aeropuerto de Pescara. 

## Historia
La compañía fue fundada el 2 de agosto de 2001 e inició sus operaciones en junio de 2003. 
- Datos: Q20643336